# Kunihiko Yasui
Kunihiko Yasui (安井 邦彦 Yasui Kunihiko?) es un seiyū, nacido el 12 de diciembre de 1960, en Nagoya, Aichi, Japón. Está contratado por la empresa 81 Produce.

## TV anime
After War Gundam X(Rukusu)
Ashita no Nadja (Ralph)
Azuki-chan (El padre de Azuki)
Bomberman B-Daman Bakugaiden (Drakken)
Bomberman B-Daman Bakugaiden V (Devil Slinger)
Gasaraki (Tamotsu Hayakawa)
Initial D (Hiromichi)
Martian Successor Nadesico (Supremo Comandante Haruki Kusakabe)

Master of Mosquiton (Dragon)
Paketsu de Gohan (Richard, Sage)
Pretty Sammy (Binpachi Hagakure)
Sakura Mail (Tatsuhiko Mashu)
Starship Operators (Ricardo Faless)
Soy Luna

## Videojuegos
Iori Yagami en The King of Fighters
Sakaki Jushiro en Samurai Shodown
Iruga en The Ragnarok Animation
Voces extras en  Asura's Wrath
Polymar en Tatsunoko vs. Capcom